# Fedtvæv
Fedtvæv, kropsfedt eller adipøs væv betegner indenfor anatomien det løse bindevæv som består af fedtceller (eller adipocyter). Dets vigtigste funktion er oplagring af energireserver i form af fedt, men dertil også som polstring og varmeisolering af kroppen. Nylige studier har derudover vist at fedtvævet også fungerer som et vigtigt endokrint organ, da der her bliver produceret en række hormoner, såsom leptin, resistin og cytokinet TNFα. Kroppen indeholder to typer af fedtvæv, hvidt fedtvæv (WAT) og brunt fedtvæv (BAT), med forskellige funktioner; den brune type bruges fx primært til produktion af varme. Dannelsen af fedtvæv er styret af særlige gener.

## Anatomi
Hos mennesker og langt størstedelen af alle hvirveldyr er fedtvævet placeret lige under huden og rundt om de indre organer; her findes det i bestemte områder der kaldes ’’fedtdepoter’’. Vævet består normalt af forskellige celletyper, hvoraf størstedelen udgøres af de egentlige fedtceller (adipocytter). Andre typer er fibroblaster, makrofager og endokrine celler. Fedtvævet indeholder også en del små blodkar. I det  integumente system, som bl.a. opfatter hud og pels, samles fedtvævet i de nederste lag, hvor det danner et isolerende lag der beskytter organismen fra varmetab, omkring de indre organer danner det et beskyttende lag mod stød og slag; hovedfunktionen af fedtvævet er dog opbevaring af lipider, som ved forbrænding kan omdannes til den energi der er nødvendig for hele organismens funktioner. De forskellige fedtdepoter forskellige steder i kroppen kan dog have forskellige biokemiske profiler.
Hos ekstremt overvægtige personer betegnes det forstørrede fedtvæv, der hænger ned fra bughulen, som panniculus (eller pannus). En panniculus medfører ofte komplikationer ved indgreb foretaget på overvægtige. Det er mængden af fedtvæv som er afgørende for hvorvidt et individ lider af overvægt eller fedme og ikke den totale kropsvægt.

## Fysiologi
Fedtcellerne spiller en vigtig fysiologisk rolle ved at opretholde et nødvendigt niveau af triglycerider i cellerne og frie fedtsyrer i blodet. Fedt bliver nemlig ikke blot placeret i depot når der er et overskud i kroppen, og derefter opbevaret passivt indtil det frigives ved behov; fedt bliver snarere konstant frigivet og derefter opbevaret i en nøje afbalanceret proces. Hos mennesker bliver lipolysen (frigivelse og ophobning af fedt) kontrolleret gennem et samspil mellem lipolytiske B-adrenergic-receptorer og medierende antilipolyse a2A-andronergic receptorer. Balancen mellem disse receptorer justerer mængden af fedtstof i henholdsvis blodbanen og fedtvævet. De frie fedtsyrer i blodet er bundet til lipoprotein, men frigøres vha. lipase (LPL) og føres herefter ind i fedtcellen, hvor de kobles på glycerol og omdannes til triglycerider gennem en esterificering.
Fedtcellerne har også stor betydning for regulering af sukkerkoncentrationen i blodet ved insulin mangel; frigivelse af fedtsyrer til blodet kan skabe insulin resistance. Fedtvævet i bughulen har en anden metabolistisk profil end det øvrige fedt, hvilket betyder at fedme dér kan medføre en svækkelse af glukosetolerancen, og på længere sigt sukkersyge
I fedtvævet bliver der også produceret en række hormoner herunder: Adiponectin, Resistin, Angiotensin, PAI1, TNFα, IL-6, Leptin og Estradiol (E2). Dertil udskilles der en række cytociner (signalstoffer), kaldet adipocytokiner, som spiller en rolle i forbindelse med forskellige komplikationer relateret til fedme.
I nyere tid har den teknologiske udvikling medført at det er muligt at høste stamceller fra voksne individer i fedtvævet; de kan i teorien benyttes til stimulering af vævsceller således at organer kan genskabes. Ved at benytte en patients egne vævsceller formindskes den risiko for at indopererede organer atter afstødes der eksistere ved den nuværende teknik, hvor der benyttes fremmede organer. Desuden fjernes de etiske spørgsmål der er forbundet med brugen af stamceller fra menneskeforstre.

### Brunt fedtvæv
En specialiseret form for fedtvæv der findes hos børn og nogle dyrearter er det brune fedtvæv. Det findes normalt omkring halsen og de store blodkar i thorax. Denne vævstype er specialiseret til at omdanne fedt til varmeenergi. De termogeniske processer der finder sted i det brune fedtvæv kan være af vital betydning for nyfødte børn som er ude af stand til at skabe varme på anden vis, eksempelvis gennem kulderystelser og bevægelse af leddene. 
Hidtil har det ikke været muligt medicinsk at genskabe denne proces hos voksne individer, noget som måske i fremtiden kan være en metode til vægttab.

### Genetik
I 2007 lykkedes det en gruppe forskere at isolere et adipøsegen, der tilsyneladende hjælper dyr til at holde sig slanke også gennem overflodstider. Gruppen havde observeret en højere aktivitet af det pågældende gen hos de mest slanke individer af en population. 

### Fysiske egenskaber
Fedtvæv har en vægtfylde på ~0,9g/ml , hvilket betyder at en person med meget fedtvæv lettere vil kunne flyde i vand, end én med mere muskelmasse, da muskelvæv har en vægtfylde på 1.06 g/ml.